# Авентин
Вижте пояснителната страница за други значения на Авентин.
Авентин (на италиански: Monte Aventino; на латински: Mons Aventinus) е най-южният от седемте хълма на Рим. За етимологията на името му има няколко версии: някои казват че идва от птица (aves на латински) или от името на реката на сабините Авенте, защото сабините заселват този хълм след известното отвличане на жените им, или от името на царя на Алба Лонга Авентин, който според легендата, е бил погребан на това място.
Хълмът е включен в рамките на град Рим, където била в сила римската гражданска юрисдикция чак през 49 г. пр.н.е. Няма археологически данни да е бил обитаван в периода VIII – VI век пр.н.е. Като част от общинската земя (ager publicus) е даден за заселване на плебса през V век пр.н.е. В по-късни времена е бил сборен център на латините. Там се намирал храмът на Диана, която била тяхна покровителка. На Авентин Рем извършил своето птицегадание. Там вторият цар на Рим Нума Помпилий построил храм на Юпитер Елиций. На този хълм, както и на т.нар. Свещена планина, се оттегляли плебеите по време на своите сецесии.
Прочутият италиански архитект, гравьор и художник Джовани Батиста Пиранези е натоварен от Малтийския орден да проектира цялата зона като култово място за молитви и медитация.
Според една легенда целият хълм представлява един огромен кораб на Кавалерите на Малта, който е готов всеки момент да отплува към Светата земя.
В днешно време хълмът представлява елегантна жилищна зона, много интересна от архитектурна гледна точка. Най-известната му забележителност е църквата „Св. Сабина“ (Santa Sabina). На хълма се намира и Вила Магистрале – едно от двете институционални седалища на правителството на Суверенния военен орден на Малта.